# Submissão feminina

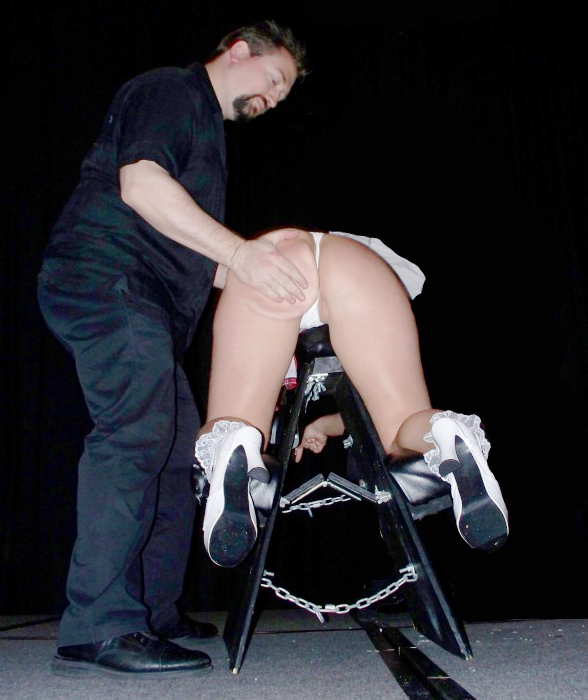
Uma mulher submissa ajoelha-se em um Spnakingbank especial e é palmada em suas nádegas nuas por um dominante masculino.

Submissão feminina ou femsub é uma atividade ou relacionamento no qual uma mulher se submete à direção de um Parceiro sexual ou tem seu corpo utilizado sexualmente por ou para o Prazer sexual de seu parceiro. A expressão é frequentemente associada ao BDSM, onde a submissão a tal atividade é geralmente voluntária e Consensual. A submissão geralmente envolve um grau de confiança da mulher em seu parceiro. O parceiro dominante é geralmente um homem, mas também pode ser outra mulher, ou pode haver múltiplos parceiros dominantes simultaneamente. A mulher submissa pode obter prazer sexual ou gratificação emocional ao ceder (em graus variados) o controle para (além de satisfazer) um parceiro dominante de confiança.
Um estudo de 1985 sugeriu que cerca de 30% dos participantes em atividades de BDSM eram mulheres. Um estudo de 2015 indica que 61,7% das mulheres ativas no BDSM expressaram preferência por um papel submisso, 25,7% se consideram versáteis, enquanto 12,6% preferem o papel dominante mas uma pesquisa mais recente de 2017 indica que as mulheres tendem a se identificar como Submissa, Escrava, Bottom ou Masoquista (SSBM) e sempre desempenham papéis submissos, enquanto os homens tendem a se identificar como Dominante, Mestre, Top ou Sádico (DMTS) e sempre desempenham papéis dominantes.

## Erotismo
A submissão pode assumir a forma de passividade ou obediência em relação a qualquer aspecto da conduta. Pode ser dirigida a um parceiro em uma relação interpessoal, permitindo que o parceiro sexual inicie toda a atividade sexual, além de definir o horário, o local e a Posição sexual. Também pode estar relacionada ao tipo de atividade sexual que os parceiros irão realizar, incluindo sexo não coital, como o Sexo anal, ou BDSM ou Jogo de papéis sexual.
Alguns atos sexuais exigem que uma mulher seja passiva enquanto um parceiro sexual ativo realiza atos sobre ela, e isso pode ser interpretado como uma forma de submissão. A obediência pode fazer parte de um jogo de papéis ou atividade sexual, e também pode estar relacionada ao estilo de vestir, se houver, ou ao comportamento em geral. De fato, qualquer ato realizado em uma mulher passiva, como despí-la, pode ser considerado um comportamento submisso por parte dela.
A submissão pode se manifestar de diversas maneiras, nas quais uma mulher cede o controle sexual ou pessoal a outrem, tais como atos de servidão, submissão à humilhação ou punições, como Palmadas eróticas, puxões de cabelo, Punição com cana e chicotadas, Orgasmos forçados e ejaculações femininas, negação de orgasmo, chuva dourada, tortura da vulva, "castidade forçada", Jogo com cera, cuspir ou outras atividades, por vezes associadas ao bondage.
A submissão feminina pode ocorrer na forma de engajar-se em atividade sexual com alguém que não seja seu parceiro habitual, como no caso do swinging (por vezes chamado de troca de casais), não-monogamia ou prostituição. Também pode ocorrer na forma de homem vestido e mulher nua. O nível e o tipo de submissão podem variar de pessoa para pessoa e de uma ocasião para outra. Algumas mulheres optam por incluir submissão sexual ocasional em uma vida de Sexo convencional, enquanto outras se submetem em tempo integral, tornando-se uma escrava.
Muitas pessoas obtêm Prazer erótico a partir da submissividade de uma parceira feminina, o que pode ser considerado um estímulo sexual; e algumas veem a passividade evidente como uma forma de flerte ou sedução feminina. Outras se submetem aos desejos sexuais do parceiro para o prazer deste, o que pode resultar, por sua vez, em prazer para a mulher submissa. Em outros casos, a submissão é exclusivamente para o prazer do parceiro, sem que a mulher obtenha prazer diretamente da atividade.

## Na literatura
A submissão feminina é comum na literatura tradicional. História de O, publicada em 1954 em francês, é um conto Erótico de submissão feminina que narra a história de uma bela fotógrafa de moda parisiense, denominada O, que é ensinada a estar constantemente disponível para todas as formas de sexo, oferecendo-se a qualquer homem.
A origem da Mulher-Maravilha está intimamente ligada ao mundo do BDSM e do feminismo. Seu criador, William Moulton Marston, um ardente feminista e psicólogo em atividade, não via a submissão feminina como um ato de fraqueza ou derrota, mas sim como um gesto de amor e respeito.